# N,N-二苄基苯胺
N,N-二苄基苯胺，简称二苄基苯胺（英語：Dibenzylaniline），分子式C20H19N，可看做苯胺的氨基上的两个氢被苄基取代的产物，其结晶为单斜晶系。